# Cesvitem
Il Cesvitem ("Centro Sviluppo Terzo Mondo") è un'associazione italiana non profit nata nel 1987, non appartenente a entità politiche o confessionali, riconosciuta come organizzazione non governativa (ONG) dal Ministero degli Affari Esteri Italiano.
L'associazione si prefigge di realizzare progetti di sostegno a distanza (Sad) e di cooperazione allo sviluppo con lo scopo di promuovere l'autosviluppo delle popolazioni dei Paesi in via di sviluppo (PVS).
In Italia cerca di realizzare attività di sensibilizzazione, informazione e formazione legale alle problematiche dei popoli emergenti rivolte all'opinione pubblica e alla scuola.
Fa parte del Cipsi (un coordinamento nazionale di Ong), è associato a La Gabbianella (coordinamento di associazioni impegnate in progetti di Sostegno a Distanza) e aderisce all'Associazione delle Ong Italiane.
L'associazione è iscritta al Registro regionale delle associazioni, enti e organismi che operano con continuità a favore degli immigrati extracomunitari.
Ha sede a Mirano (VE) ed è presente in Mozambico e Perù con due rappresentanze.

## Attività principali

### Sostegno a distanza
Con il sostegno a distanza (Sad) l'associazione si prefigge di migliorare la qualità della vita di bambini e ragazzi che vivono nel Sud del mondo in condizioni precarie, lasciandoli nel proprio ambiente familiare.
Il Cesvitem cerca anche di intervenire in area considerate prioritarie quali istruzione, assistenza sanitaria, alimentazione, iscrizione all'anagrafe, e cerca di aiutare i minori sostenendoli e garantendo alle loro famiglie un appoggio.
Per garantire una certa trasparenza ed efficienza delle loro iniziative promosse il Cesvitem ha aderito alla Carta dei Principi del Sad e alla Carta dei Criteri di Qualità del Sad. Almeno l'80% dei fondi raccolti per il sostegno a distanza vengono utilizzati per le varie attività dei progetti; la restante quota è destinata alle spese di gestione in Italia che comprendono anche le varie attività promozionali, le missioni di controllo in loco, la certificazione del bilancio, oltre che alla normale amministrazione.
I progetti in corso nel 2009 sono: Pininos (Perù), Becas de Estudio (Perù), Ohacala (Mozambico), Esperança (Mozambico), Kukula (Mozambico), Ntwanano (Mozambico).

### Progetti di cooperazione
Sono oltre 100 i progetti di cooperazione internazionale realizzati finora dal Cesvitem in diverse area geografiche (Africa, America Latina e Asia). Tutti i progetti cercano di basarsi su dei principi base quali: la risposta alle reali necessità delle popolazioni beneficiarie, la valorizzazione delle risorse locali (umane, sociali, culturali), l'approvazione della autorità locali e l'integrazione con i piani di sviluppo delle zone bersaglio. Uno degli obiettivi principali dell'associazione è la promozione del diritto all'istruzione.
I Progetti in corso nel 2009 sono: Scuola primaria di Carapira (Mozambico), St. Regina secondary school (Kenya), Guarderia Moche (Perù), Centro di formazione agricola di Gouyou (Ciad), Centro Comunitario di Xipamanine (Mozambico).

### Educazione allo Sviluppo
Il Cesvitem cerca di rendersi attivo nel mondo della scuola con iniziative (come laboratori e corsi di formazione) rivolte a studenti e insegnanti che mirano a formare e sensibilizzare sui problemi del Sud del mondo. Inoltre l'associazione si prefigge di intervenire nell'opinione pubblica con iniziative atte a promuovere un approccio alternativo alle culture diverse.
I progetti in corso nel 2009 sono: Officina di Especondigiò.

### Immigrazione
Uno degli obiettivi del Cesvitem e quello di accogliere e integrare gli immigrati provenienti dai PVS. Oltre alla gestione di uno sportello immigrati che offre servizi base (come la ricerca di lavoro o alloggio e la distribuzione di vestiti), l'associazione ha attivato corsi di lingua italiana per stranieri e gestito un Centro di prima accoglienza e dialogo interculturale per immigrati a Campocroce di Mirano. Importante inoltre il sostegno ad alcuni studenti provenienti dai PVS con l'elargizione di borse di studio in Italia.